# 불가르가즈
불가르가스는 불가리아의 최대 천연가스 유통 회사이다. 이 회사는 2008년 9월 18일에 설립된 지주회사인 불가리아 에너지 홀딩스 EAD의 자회사이다. 2009년 11월 현재 이 회사는 소피아 증권 거래소에 상장되어 있다.